# Jay DeMarcus
Jay DeMarcus (Columbus, Ohio, 26 de abril de 1971) es un bajista, vocalista, pianista, actor, productor y compositor estadounidense. Es miembro del grupo de Country pop Rascal Flatts.

## Biografía
DeMarcus fue uno de los fundadores el grupo de música cristiana contemporánea East to West y se mudó a Nashville, Tennessee, en 1993. En 1997, después la disolución de la banda, se contactó con su primo segundo, Gary LeVox, con quien tocaba cuando eran más jóvenes, y lo convenció de mudarse a Nashville y proporcionar algunas armonías en el álbum Gospel de Michael English, el cual se encontraba produciendo. Diseñaron el álbum juntos y se convirtieron en la banda de respaldo de English. El álbum fue nominado para el Premio Dove por "canción inspiracional del año". Junto a LeVox, Jay conformó la agrupación Rascal Flatts, con la que ha grabado más de diez álbumes de estudio y una gran cantidad de sencillos hasta la fecha.
DeMarcus ha producido álbumes para James Otto, Jo Dee Messina, Austins Bridge y otros. Produjo el lanzamiento de 2006 de la banda Chicago titulado Chicago XXX. Ha incursionado en el mundo de la actuación, apareciendo en la película A Country Christmas y en episodios de las series Nashville y Drop Dead Diva.

## Discografía

### Rascal Flatts
- Rascal Flatts (2000)
- Melt (2002)
- Feels Like Today (2004)
- Me and My Gang (2006)
- Still Feels Good (2007)
- Unstoppable (2009)
- Nothing Like This (2010)
- Changed (2012)
- Rewind (2014)
- The Greatest Gift of All (2016)
- Back to Us (2017)